# Margit Ksoll-Marcon
Margit Ksoll-Marcon (* 1956 in Altötting) ist eine deutsche Historikerin und Archivarin und war von 2008 bis 2022 Generaldirektorin der Staatlichen Archive Bayerns.

## Leben
Ksoll-Marcon studierte Neuere Geschichte, Bayerische Landesgeschichte und Afrikanistik an der Ludwig-Maximilians-Universität München und legte 1982 ihr Magisterexamen in Neuerer Geschichte ab. 1985 promovierte sie bei Eberhard Weis in Neuerer Geschichte mit einer 275 Seiten umfassenden Arbeit zu den wirtschaftlichen Verhältnissen des bayerischen Adels 1600–1679. Anschließend war sie wissenschaftliche Mitarbeiterin am Bayerischen Hauptstaatsarchiv im DFG-Projekt „Reichskammergericht“. Sie war Lehrbeauftragte an der Ludwig-Maximilians-Universität München von 1985 bis 1990 in Neuerer Geschichte und ab 2008 in Bayerischer Landesgeschichte. Von 2014 bis 2018 war sie Mitglied im Rat für Informationsinfrastrukturen.
Von 1988 bis 1991 besuchte Ksoll-Marcon die „Bayerische Archivschule“ in München, dem Zentrum der Archivarsausbildung in Bayern, und trat 1991 als Referentin am Bayerischen Hauptstaatsarchiv in den höheren Archivdienst ein. 1998 wurde Ksoll-Marcon Referentin der Generaldirektion der staatlichen Archive Bayerns und ab 2005 leitete sie die Abteilung Neuere Bestände am Bayerischen Hauptstaatsarchiv. Von April 2007 bis Februar 2008 war sie für die Abteilung Bestandserhaltung, Forschung, Veröffentlichung in der Generaldirektion der Staatlichen Archive zuständig und wurde parallel zum Antritt des Bayerischen Kultusministers Dr. Ludwig Spaenle zum 1. März 2008 zur Generaldirektorin der Staatlichen Archive Bayerns ernannt. Mit ihr stand erstmals eine Frau an der Spitze der Generaldirektion. Als Generaldirektorin war sie auch Leiterin der Bayerischen Archivschule. Sie unterrichtete die Fächer Archivrecht, Schriftgutverwaltung, Aussonderung und Bewertung, Archivmanagement sowie Digitale Unterlagen. Sie hielt auch Unterricht an der Hochschule für den öffentlichen Dienst Fachrichtung Archivwesen und an der Bayerischen Verwaltungsschule. In ihrer Amtszeit wurde erstmals ein Schadenskataster für Archivgut erarbeitet und das Digitale Archiv für die Archivierung digitaler Informationen eingerichtet. Sie schied mit dem 31. August 2022 aus dem Amt aus und übergab die Leitung der Generaldirektion an Bernhard Grau, den bisherigen Leiter des Bayerischen Hauptstaatsarchivs.

## Mitgliedschaften
- Kommission für Bayerische Landesgeschichte bei der Bayerischen Akademie der Wissenschaften
- Kuratorium des Deutschen Museums
- Vorstand des Bayerischen Landesvereins für Heimatpflege
- Kuratorium der Sudetendeutschen Akademie der Wissenschaften und Kunst
- Vorstand des Bayerischen Landesvereins für Heimatpflege[4]

## Veröffentlichungen
- Die wirtschaftlichen Verhältnisse des bayerischen Adels 1600–1679. Dargestellt an den Familien Törring-Jettenbach, Törring zum Stain, sowie Haslang zu Haslangkreit und Haslang zu Hohenkammer (= Schriftenreihe zur bayerischen Landesgeschichte, Bd. 83). Beck, München 1986, ISBN 3-406-10484-3.
- Der Hofstaat der Kurfürstin von Bayern zur Zeit Maximilians I. In: Zeitschrift für bayerische Landesgeschichte. Bd. 52, 1989, S. 59–69.
- mit Stephan Kellner: Preysing, von. In: Neue Deutsche Biographie (NDB). Band 20, Duncker & Humblot, Berlin 2001, ISBN 3-428-00201-6, S. 713–715 (Digitalisat).
- Staatliche Archive in Bayern. In: Historisches Lexikon Bayerns. 2015. Abgerufen am 31. Dezember 2019.
- Hrsg. mit Reinhard Stauber: Die Protokolle des Bayerischen Staatsrats 1799 bis 1817. [bisher] 4 Bde. Verlags-Haus Monsenstein und Vannerdat, Münster 2006–2021.
- Bearb. mit Manfred Hörner: Bayerisches Hauptstaatsarchiv Reichskammergericht Bd. 7 Nr. 2130-2676 (Buchstabe D), München 2001 (Bayerische Archivinventare 50/7), ISBN 3-921635-62-4.
- Bearb. mit Manfred Hörner: „Bayerisches Hauptstaatsarchiv Reichskammergericht Bd. 9 Nr. 3228-3883 (Buchstabe F)“, München 2002 (Bayerische Archivinventare 50/9), ISBN 3-921635-69-1.
- Margit Ksoll-Marcon schrieb zahlreiche Artikel für das Biographisch-Bibliographische Kirchenlexikon (BBKL).

## Auszeichnungen
- 2019: Medaille „Für Verdienste im Tschechischen Archivwesen“ Za zásluhy o české archivnictví
- 2022: Bayerischer Verfassungsorden[5]